# Seleka (Botswana)
Seleka é uma vila localizada no Distrito Central em Botswana. Possuía, em 2011, uma população estimada de 1 157 habitantes. O censo de 2011 foi o primeiro a considerar Seleka como separada de Tumasera.